# Úsobrno (fortifikace)
Úsobrno (též Durana) je okrouhlá valová fortifikace na kopci Durana východně od obce Úsobrno. Kopec se nazývá podle Durancie, manželky olomouckého knížete Oty III. Dětleba.

## Zeměpanský dvorec
Opevněný dvorec ležel na tzv. hvozdecké stezce vedoucí z Čech do Svitávky, kde se napojila na trstenickou stezku. Zakládací listina kláštera Hradisko z roku 1078 (dochovaná v mladším opise) podřídila úsobrnský dvorec s vesnicí novému klášteru. Dvorec ležel poblíž zemské hranice a k roku 1145 je tu připomínána celnice. Právě tady (či poblíž) došlo počátkem onoho roku k přepadu olomouckého biskupa Jindřicha Zdíka a jeho doprovodu. Útočníky byli přemyslovci Vratislav Brněnský, Konrád II. Znojemský a Děpolt I. s družinami. Útočníci dvorec vydrancovali a zapálili, ale Jindřichovi se podařilo utéct a přes Litomyšl a Prahu pokračovat do Říma.

## Centrum úsobrnské provincie?
Podle části badatelů[kdo?] se jedná o centrum Úsobrnské provincie, která je uváděna v písemných pramenech do roku 1258. Dílčí archeologické nálezy však datují existenci opevněného sídla až ve 13. a 14. století.[zdroj⁠?!] Zaniklo patrně v 2. polovině 13. století, neboť sídlem úřadu se stalo Jevíčko. Z pozdějších let jakékoliv zmínky o hradu či tvrzi chybí, i když podle archeologických výzkumů tu existovalo opevnění ještě ve 14. a 15. století.

## Pověst
Podle pověsti žila na tvrzi kněžna, která lákala na své sídlo poutníky a ihned po příchodu je vraždila. Podle jiné verze to prováděla v noci a žádná z návštěv se nedožila rána: odtud název Durana.

## Popis
Tvrz měla kruhovitý tvar o průměru 50 až 60 metrů, zachován zůstal 4 až 6 metrů široký příkop.

## Přírodní rezervace
Na severozápadním úbočí kopce leží přírodní rezervace Durana. Rostou zde bukové porosty a několik mohutných jedlí.

## Turistika
Kolem přírodní rezervace vede žlutá turistická značka Šebetov – Pohora – Úsobrno – Šubířov – Dzbel, ze které vede na vrchol, kde dříve stávala fortifikace, půlkilometrová odbočka.

## Galerie

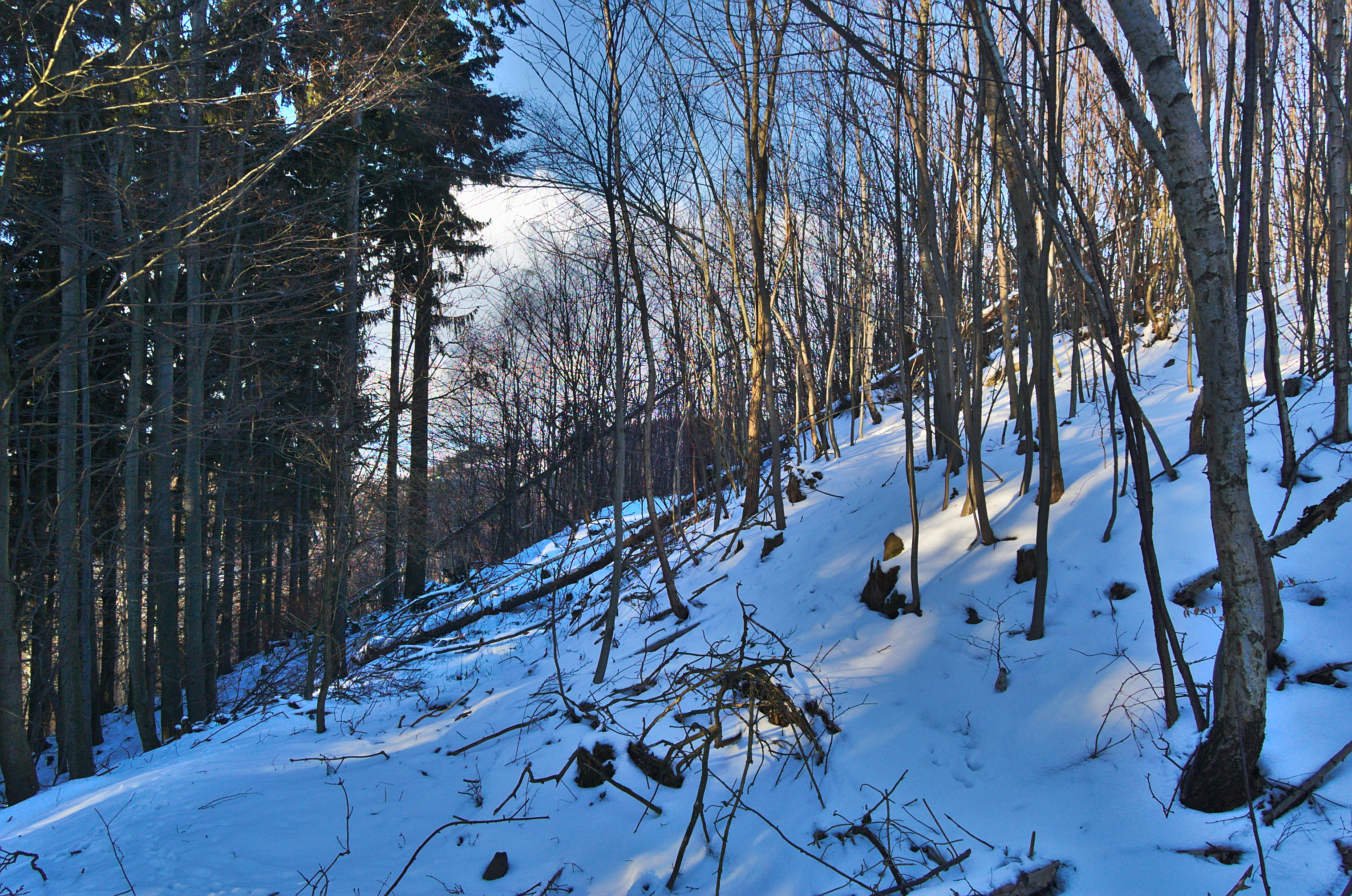
Hradní příkop
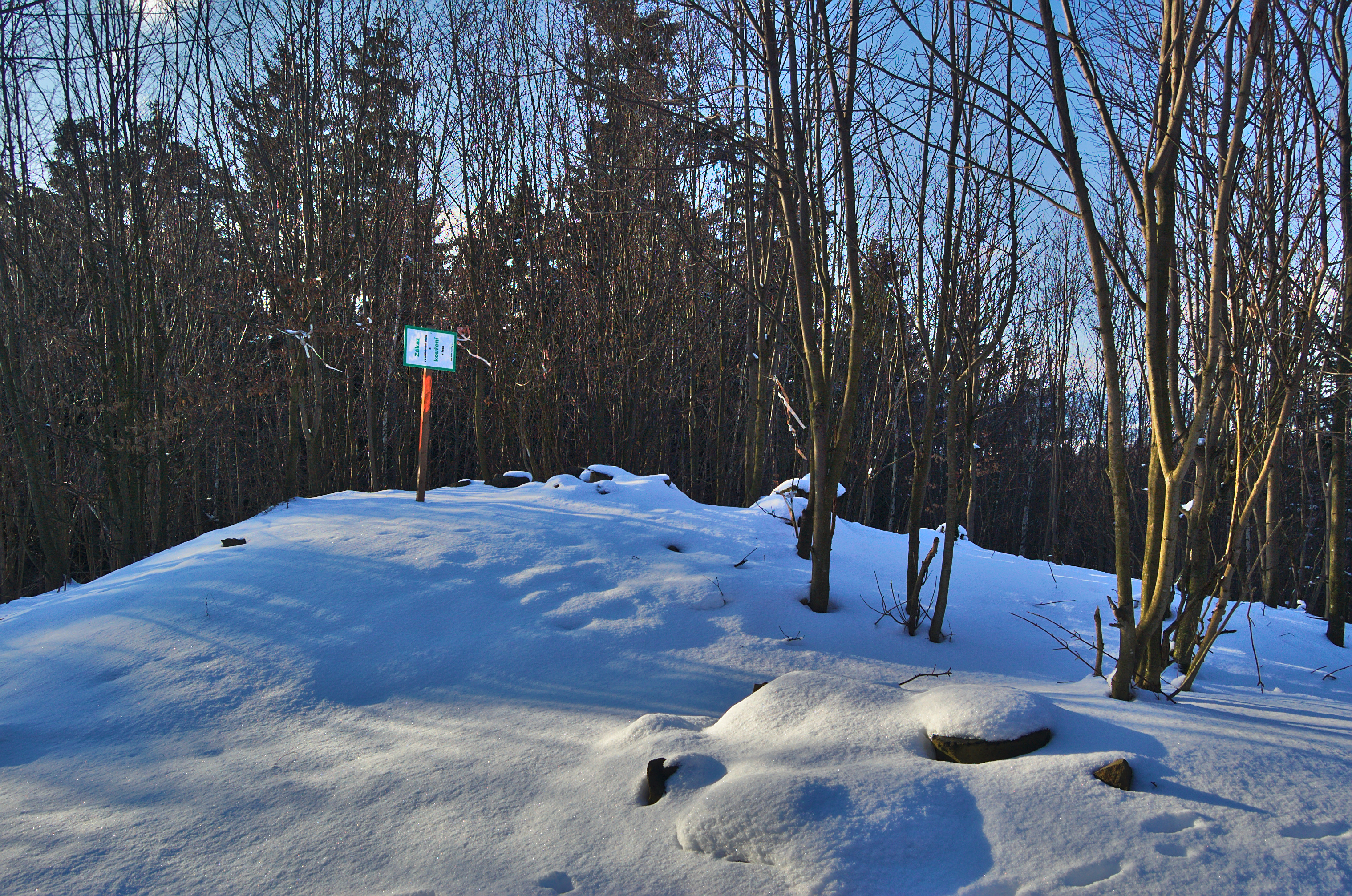
Vrchol hradu
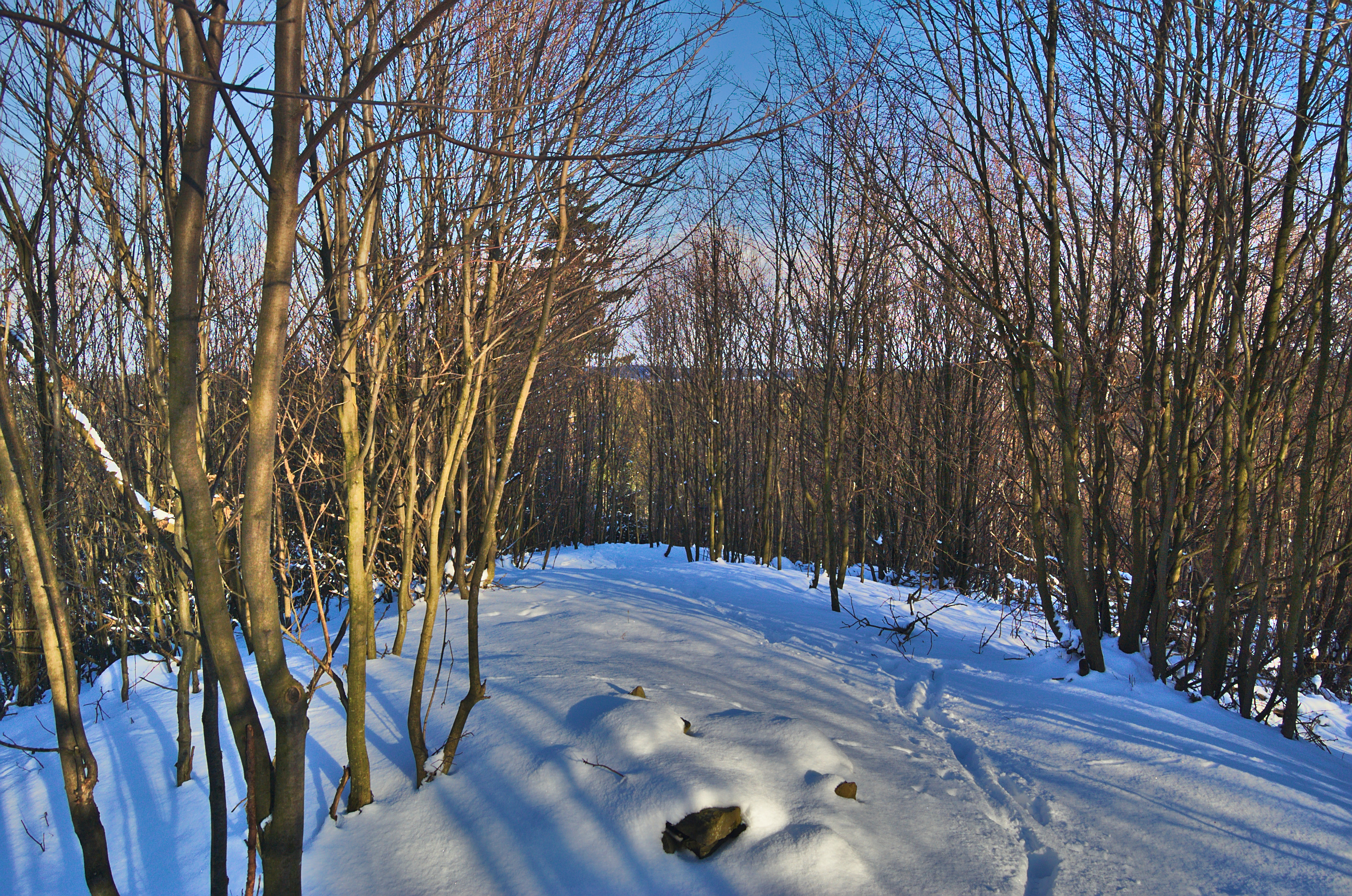
Vrchol hradu
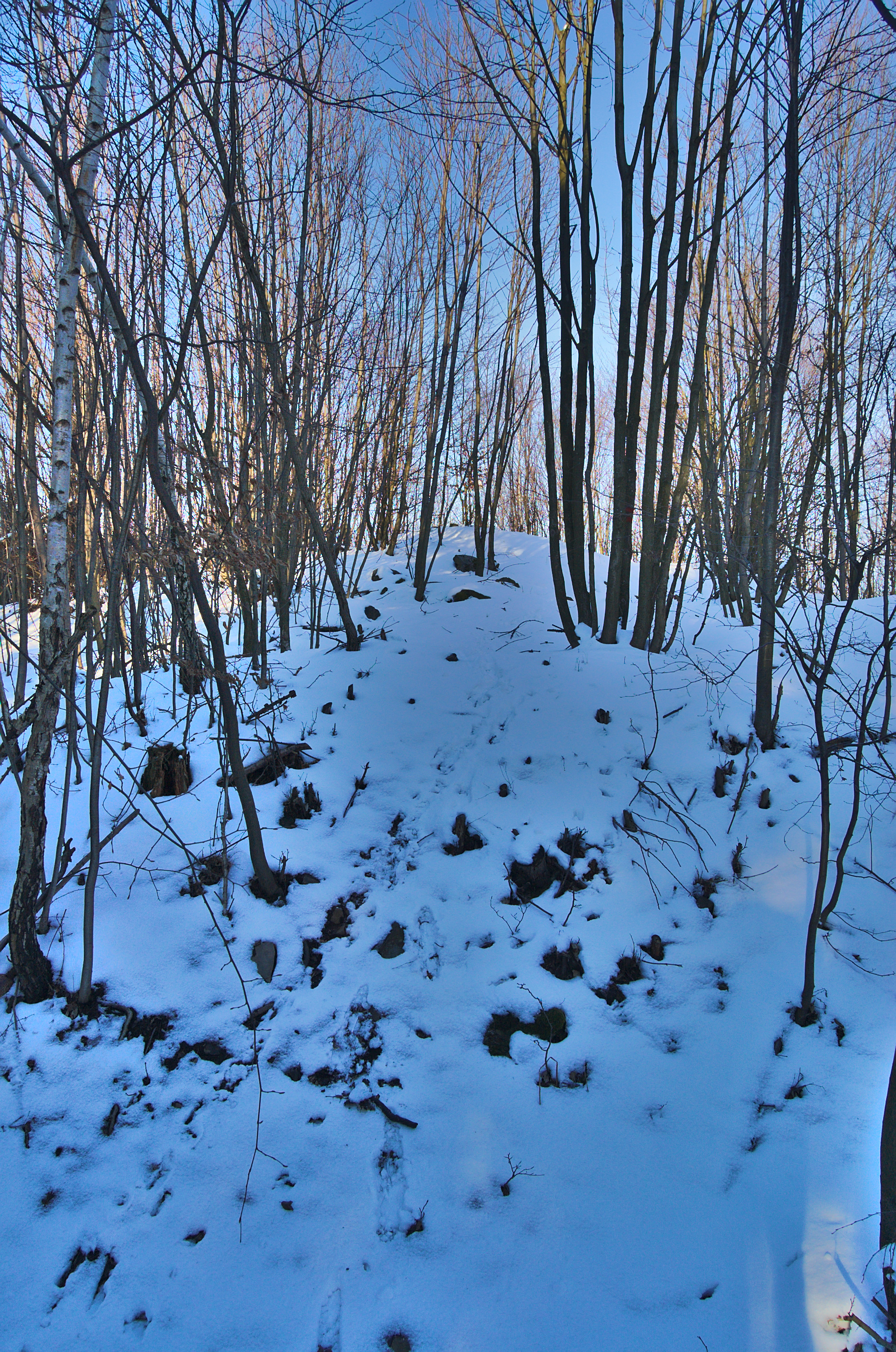
Vrchol hradu
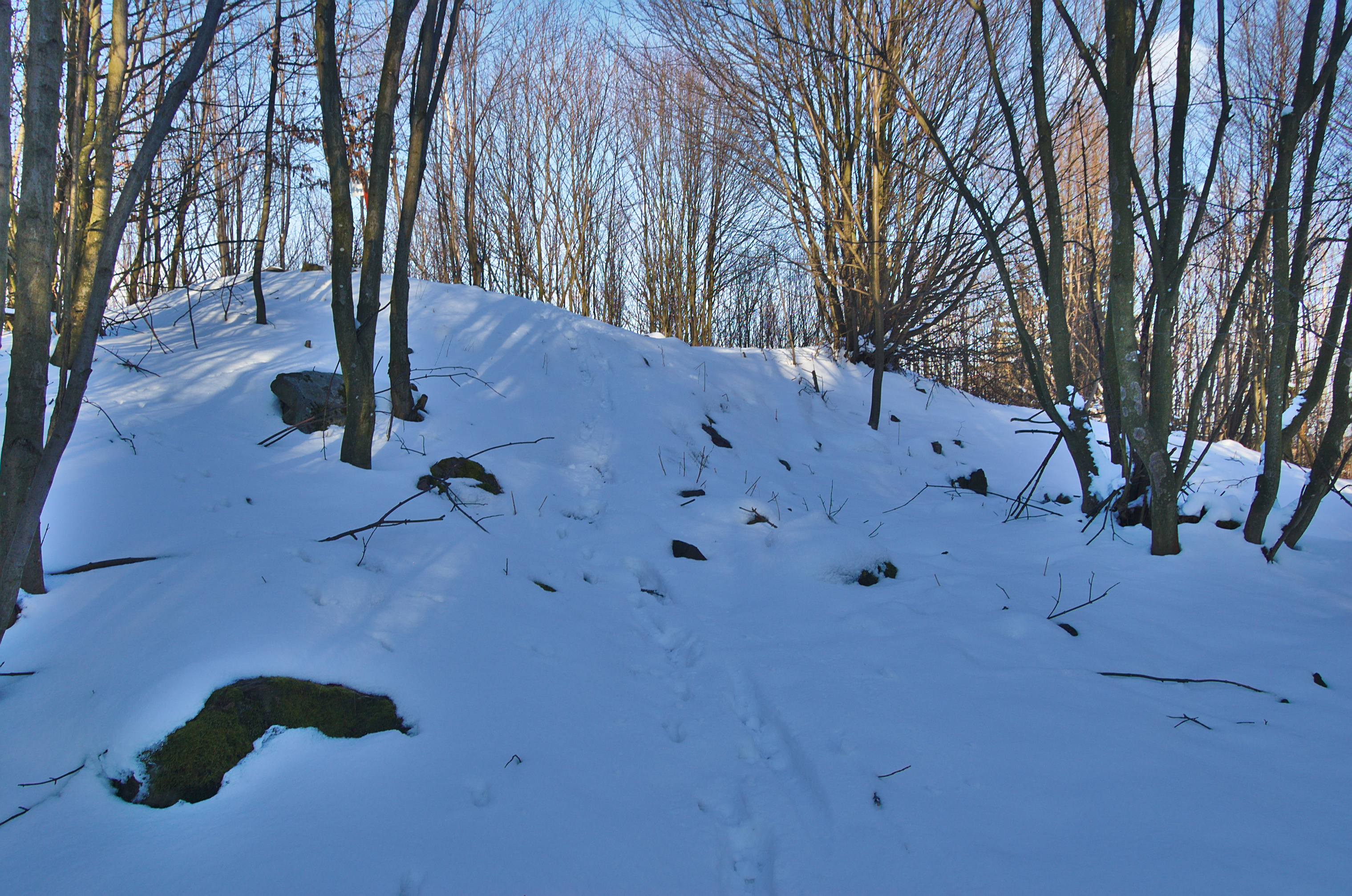
Vrchol hradu